# Mebendazol

Kemisk struktur

Mebendazol är ett läkemedel mot mask såsom springmask och spolmask. I Sverige säljs det under namnet Vermox och är inte receptbelagt. Mebendazol utvecklades av farmaciföretaget Janssen i Belgien och fanns på marknaden första gången 1971.
Mebendazol har oftast väldigt lite biverkningar. Vanligaste biverkningarna är huvudvärk, illamående och kräkningar.
Mebendazol verkar genom att selektivt hämma syntesen av mikrotubuli via bindning till kolchicinbindningsstället för β-tubulin, vilket blockerar polymerisation av tubulin-dimerer i tarmceller hos parasiter Störning av cytoplasmatiska mikrotubuli leder till att blockera upptagningen av glukos och andra näringsämnen, vilket resulterar i en gradvis immobilisering och eventuell död av parasiterna. 